# Cryptotis aroensis
Cryptotis aroensis és una espècie d'eulipotifle de la família de les musaranyes (Soricidae). És endèmica del nord-oest de Veneçuela. Té una llargada de cap a gropa de 79 mm i una cua que mesura un 46% de la llargada de cap a gropa. Les orelles fan una mitjana de 6.8 mm. El seu pelatge és de color marró grisenc. El seu nom específic, aroensis, significa ‘d'Aroa’ en llatí.